# Leroy-Somer
Leroy-Somer ist ein 1919 in Frankreich gegründetes Unternehmen, das Antriebstechnik und Generatoren produziert und vertreibt, der Hauptsitz ist in Angoulême. Leroy-Somer gehört seit 31. Januar 2017 zur Nihon Densan.